# Коти (Яворівський район)
Коти́ — село в Україні, у Яворівському районі Львівської області. Населення становить ▼847 осіб. Орган місцевого самоврядування — Яворівська міська рада  .

## Розташування
Село розташоване за 10 км від районного центру м. Яворова на північ при автодорозі місцевого значення P40 «Яворів-Рава-Руська», межує з селами — Новини (4 км на південний захід), Хляни (2 км на захід), Гораєць (3 км на північний захід), Калитяки (2 км на північ). Територія села Коти рівнинна, існує умовний поділ на райони: Батярівка (Бесарабці), Дебрі, Заяці, Пісоцьки, Романи, Труші, Фітелі, Хляни, Юпини, Яроші. На схід село повністю оточене озерами: Інженерне, Саперне, Нове, ріками: Біла, Вонючка і Олена, які знаходяться на території Яворівського військового полігону, що разом з колишнім Яворівським гірничо-хімічним підприємством «Сірка» займає значну площу Яворівського району. Також у селі є ставки, один з який має назву Пундишен, болота Михалькове і Хомове.

## Історія
Історичних відомостей про те, коли і ким село засноване, немає. Але на підставі розповідей про його походження від місцевих мешканців можна зробити висновок, що село Коти вже існувало у 15 столітті, тому що в архівах УГКЦ можна знайти відомості про прихожан з с. Коти до церкви УГКЦ у сусідньому селі Старий Яр (Старий Яжів) де в 1613 році була побудована дерев'яна церква, яку за два століття розібрали і побудували нову, але напис «1613» вирізьбили знову. Старожили переповідають, що під час побудови церкви в Старому Ярі у 1613 році село Коти налічувало 6-7 господарств.
В результаті примусової депортації населення у 1940, яке проживало на території сучасного Яворівського військового полігону військовими і владними структурами СРСР було зрівняно із землею понад 129 сіл та хуторів, виселено десятки тисяч українських родин, знівечено понад 40 тисяч гектарів родючих земель, садів, лісів, зруйновано (розстріляно) 16 церков і каплиць, 2 костели, знищено 18 цвинтарів. Церкві св. Михаїла у с. Вишенька Велика, яка була збудована у 1927 р. і освячена Митрополитом Андрієм Шептицьким, випала трагічна доля стати мішенню для стрільби з танків та бронетранспортерів.
В результаті виселення мешканці знищених радянською владою сіл розміщувалися для постійного проживання спочатку на території прилеглих сіл Яворівського району, а потім були розкинуті по всій Яворівщині, а відтак і по інших населених пунктах Львівської області. В результаті масового будівництва осель утворилися мікронаселені пункти дуже часто не тільки за межами сіл, а ще й рівномірно поміж сусідніми селами. Село Коти також прийняло багато переселенців з сусідніх сплюндрованих радянською владою сіл і почало збільшуватися.
Щодо назви села, є відомості, що першим його жителем був господар на прізвище Кіт, тому є версія, що село назване на його честь. Після довгих років розвитку села, на сьогоднішній день у селі найбільш поширенішими прізвищами є — Кіт, Базюк, Білецький, Калитяк, Мацелюх, Перун, Фітель, Хлян, Юпин, Тишик та інші.

## Господарство

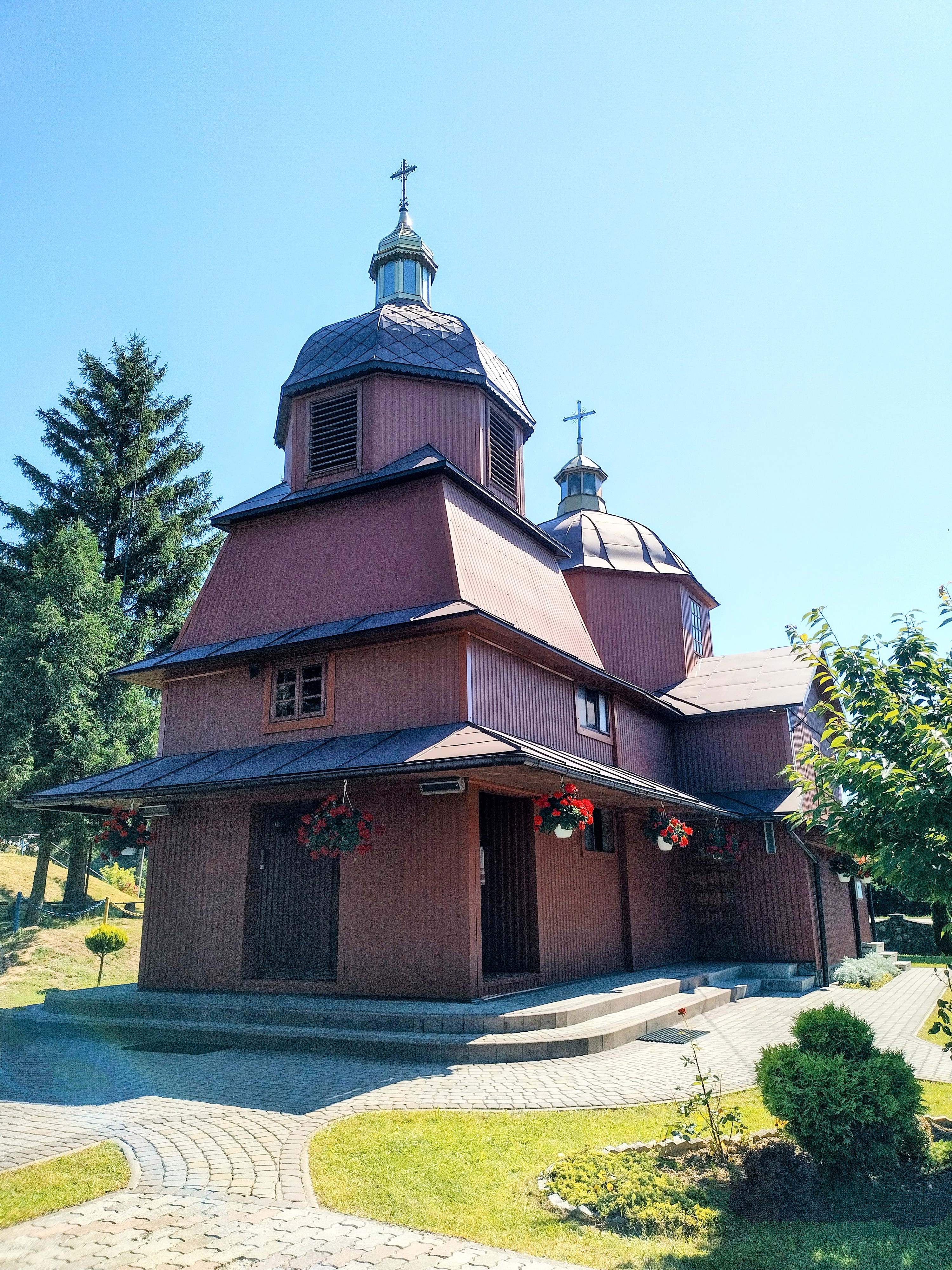
Церква Собору Святого Івана Хрестителя (2023)

У селі розвинене присадибне сільське господарство. Мешканці займаються вирощуванням сільськогосподарської продукції на власних присадибних господарствах. Фермерські господарства відсутні. В минулому село Коти славилося різноманітними майстрами, але хвиля заробітків, яка не оминула і село Коти, забрала ще починаючи з 1990-х років багатьох сільських майстрів за кордон. У селі колись була кузня, яку заснував Тишик (місцеве прізвисько Ладзьо).
У селі є дев'ятирічна загальноосвітня школа І-ІІ ступенів, аптека, клуб, кафе-бар-мотель «Гетьман», перукарня, чотири магазини, церкви: УГКЦ Івана Хрестителя, УГКЦ (лефевристи), ПЦУ Івана Хрестителя (найстаріша церква, фундатором будівництва якої були: Іван Макало, Ганна Дацко (Басарабська), Марія Семеряк-Базюк).

## Населення
Населення становить 870 осіб. Національний склад села практично однорідний — українці. У минулому тут у невеликій кількості проживали євреї та поляки. Євреї у переважній більшості загинули під час Другої світової війни, а поляки емігрували в Польщу. Ті представники національних меншин, що залишилися, повністю асимілювались з місцевим населенням. Відомі імена деяких євреїв, які найбільше запам'яталися мешканцям села: Шльома (збереглася «Шльомова криниця»), Гарій, Малка-Юма.
Типовими рисами характеру мешканців села є доброта, гостинність, працьовитість, наполегливість, енергійність, імпульсивність, при цьому відносна спокійність і гордість, що не межує із зарозумілістю. Жителям с. Коти притаманна ліберальність, оскільки вони стараються мирно співіснувати з жителями навколишніх сіл.
Жителів села Коти називають котівцями. В однині котівець/котівця/котівцеві. Особу жіночої статі називають котівкою.

### Мова
Розподіл населення за рідною мовою за даними :
| Мова       | Кількість | Відсоток |
| ---------- | --------- | -------- |
| українська | 869       | 99.89%   |
| російська  | 1         | 0.11%    |
| Усього     | 870       | 100%     |

## Постаті
- Юринець Оксана Василівна (1978) — український політик, народний депутат Верховної ради України VIII скликання, науковець, громадський діяч, кандидат економічних наук, професор кафедри зовнішньоекономічної та митної діяльності Інституту економіки і менеджменту Національного університету «Львівська політехніка».
- Логин Михайло Романович (1988-2014) — солдат Збройних сил України, учасник російсько-української війни, загинув 11 липня 2014 року біля с. Зеленопілля, Донецька область.
- Заращак (Семеряк) Іванна Степанівна (1984-2022) — cтарший солдат Збройних сил України, учасниця російсько-української війни. Загинула 5 травня 2022 року в м. Сіверськ, Донецька область.
- Яворський Іван Миколайович (1996-2023) — учасник російсько-української війни, загинув 17 квітня 2023.[3]

## Місцева говірка
Говірка села Коти має низку фонетичних, морфологічних, синтаксичних та лексичних особливостей. Аналіз фонетичних та морфологічних особливостей говірки села Коти дає підстави стверджувати, що вона має надсянські діалектні риси, а тому належить до надсянських говірок галицько-буковинської групи говорів південно-західного наріччя української мови.
Приклади лексичних особливостей говірки:
- Закінчення -ом в орудному відмінку однини іменників жіночого роду (та займенників і прикметників, що з ними узгоджуються). Наприклад: земльом (замість: землею), том березом (замість: тою березою), гостром косом (замість: гострою косою) і так далі.
- В минулому часі першої особи однини може виникати " 'м ": Ше'м не встала (Я ще не встала), Їно'м прийшов (Тільки-но прийшов).
- Переважають тверді звуки в тих словах, де зазвичай маємо м'які: село Гораєц (замість: село Гораєць), збіжа (замість: збіжжя), подвіра (замість: подвір'я), окраєц, кінец, капец, олівец, гостинец.
- М'який звук «ц» вимовляється наближено до м'якого «ч», а «с» — до пом'якшеного «ш». Наприклад, слово «копиця сіна» звучить майже як «копичя шіна»);
- гадати — говорити: [то йа йім не разс га|дайу / тим моло|дим];
- їно, іно — щойно, тільки, тільки що (Він іно приїхав (Він щойно (тільки-но) приїхав); Їно'м сіла, а юш мене дітиска кличут (Тільки-но сіла (відпосити), а вже мене діти кличуть);
- ціхо — тихо: [там шос′ го|вор′ат / |кажут′ |ц′іхо];
- гет — туди: [|тато не хо|т′іли |йіхати гет];
- ніц — нічого: [но н′іц неи|ма с|вого];
- йу — вже: [йак йу при|йіхала ў сво|йеи сеи|ло];
- дохторка — лікарка: [і |тайа г|лаўна дох|торка];
- видіти — бачити: хто [|вид′іў ди|тинку];
- обзорини — оглядини: [б|рали йіх гет на об|зориени];
- очки — окуляри: [шо р′ік / то |г'іршеи миі|н′і і в оч|ках |тожеи];
- позапрошлий — позаминулий: [ше позап|рошл′іǐ р′ік йа |была там];
- на шчот — з приводу: [іно на шчот |тойі |в'іри / кату|ваў];
- заки — поки: [|заки ǐш|ла´м до |Йавоуроува];
- розмаїті — різноманітні: [|б'іди розма|йіті |были];
- прати — бити: [там йі |потім там |добре п|рали];
- главне — головне: [г|лаўне здо|роўл′а / то ма|йеиток].
- посацка — підлога;
- бомок — м'яч;
- бити — бути (Він бив в понеділок у своєї свахи);
- ту — тут:
- юш — те саме, що йу (вже);
- вчера — вчора;
- дідня — дуже рано, досвіта;
- халупа — хата;
- ножниці — ножиці
- курі — кури;
- пісько — маленький песик (особливо, коли звертатися до дітей);
- дівчатиска, хлопчиска — дівчата, хлопці;
- нинька — нині, сьогодні;
- гнет — майже, ось-ось, ще трохи і (Наприклад: Я гнет би впав (Я мало не впав), Микола гнет прийде (Микола ось-ось прийде),
- гостинец — дорога, траса;
- кирниця, кирничя — криниця;
- шкарпитки — шкарпетки;
- нагавиці - штани.